# Bokslut Reinfeldt
Bokslut Reinfeldt är en bok skriven av Stefan Carlén, Christer Persson och Daniel Suhonen. Den gavs ut på Ordfront förlag år 2010. I boken skildrar författarna den politik som fördes av den borgerliga regeringen i Sverige efter valet 2006. Boken är en uppföljare till Åtta år med Reinfeldt som gavs ut 2006.
Bokens slutsats är att Reinfeldts regering inriktat sig på att rasera den svenska välfärdsstaten, samtidigt som retoriken ofta varit den motsatta.